# César Montaña
César Rolando Gerardo María de Covadonga Montaña García Álvarez de Ron Rodés es un escultor español, nacido en Vegadeo, Principado de Asturias, el 3 de octubre de 1928, y falleció en Madrid  el 8 de febrero del 2000.

## Biografía
Fue el tercero de nueve hermanos. Su padre, César Montaña y Álvarez de Ron, era ingeniero industrial (que tenía un negocio familiar de curtidos), pero tenía una fuerte inclinación hacia la poesía, llegando a realizar obras poéticas. También puede considerársele dibujante y matemático, lo cual le permitió poder inculcar a sus hijos el amor por la lectura y el dibujo. Su madre, Juana García Rodés, mexicana, nacida en una familia de indianos, recibió profunda formación cultural y un gran amor a la música, que transmitió a sus hijos, que tuvieron una amplia y abierta visión de la vida.
Estudió bachillerato en Vegadeo para pasar más tarde, en 1948 a Madrid, donde estudió escultura en la Escuela de Bellas Artes de San Fernando. Mientras estudia en la capital de España, la fábrica de curtidos quiebra, y la familia se traslada en 1950 a Barcelona, lo que le lleva a decidir quedarse en Madrid, porque espera tener mejores oportunidades artísticas. Recibe una beca de la Diputación de Oviedo y realiza algunos retratos de encargo, lo cual le permite independizarse económicamente de su familia. De los cinco años de estudios en San Fernando, en los tres primeros obtuvo el Premio de Estado.
Es en esta época cuando conoce a Eduardo Capa, que en ese momento era  profesor en la Escuela. Nace una amistad y una larga relación con el que será uno de los principales fundidores de España.
Este escultor estuvo muy preocupado por tener una visión directa de cómo se encontraba el arte en los países de su entorno, lo cual le llevó a realizar varios viajes, destacando los realizados en 1953, que coincidieron con la finalización de sus estudios,  y le llevaron a París y en 1955 a Roma, donde obtuvo una beca para la Academia de España en Roma,  que le permitió participar y ganar en  el Gran Premio de Roma en Escultura.
En el año 1957 se casa por poderes con Elena Lehmann Chirino, que ejercía como profesora de ballet, la cual pasó a ser protagonista de su obra en reiteradas ocasiones.
En el año 1958, nace Elena, su hija.
Durante los años que residió en Italia aprovecha para realizar una serie de viajes que marcarán su trayectoria artística y personal. Recorrió Italia, viajó a Grecia (visitando la Acrópolis y los grandes santuarios). Llevó a cabo un tercer viaje por los lugares donde la II Guerra Mundial había dejado su peor huella: Francia, Bélgica, Holanda, Alemania y Austria; tomando conciencia de la destrucción que la guerra había ocasionado en Europa.
Regresó para instalarse definitivamente en España en 1960, compaginando la labor escultórica con la docencia. En este mismo año nace su hija Ana, mientras que su hijo César lo hará en 1964. En 1986 fue nombrado director de la Escuela de Artes Aplicadas Central de Madrid. Tras su jubilación en 1994, se dedica de lleno a la escultura y a la investigación, trabajando materiales humildes, como el bambú o la cera, destacando su serie de obras formadas por "varillas" que la enmarcan el espacio interior y a la vez se abren al espacio circundante.
El material de su escultura es, generalmente, metal, con predominio del bronce; de hecho, casi todas estas obras han sido realizadas en piedra y en bronce. 

## Actividad artística

### Exposiciones individuales
- 1960

Galería Schneider, Roma.
- 1962

Galería Nebli, Madrid.
Galería Schneider, Roma.
- 1963

Galería Obra Cultural, Oviedo.
- 1965

Galería Altamira, Gijón.
- 1968

Galería Juan Martín, México.
- 1973

Museo de Arte Contemporáneo, Madrid.
Claustro de la Universidad de Oviedo, Oviedo.
- 1974

Galería Ponce, Madrid.
- 1976

Caja de Ahorros de Huesca, Huesca.
- 1981

Sala Nicanor Piñole, Gijón.
Museo de Bellas Artes de Asturias, Oviedo.
- 1990

Exposición homenaje (itinerante por Luarca, Oviedo, Gijón, Avilés, Mieres y La Felguera).
Museo Juan Barjola, Gijón.
- 2007

Póstuma. "César Montaña. Energía y sensibilidad en el espacio", Sala de exposiciones del Banco Herrero, Oviedo.

### Exposiciones colectivas y premios
- 1954

"Exposición de Arte Universitario", Universidad de Oviedo, Oviedo.
- 1955

"Homenaje a Evaristo Valle", Claustro de San Vicente, Oviedo.
"Homenaje a Lara", Círculo de Bellas Artes, Madrid.
"Exposición de los pensionados de Roma", Real Academia de Bellas Artes, Madrid.
- 1958

Palacio de Exposiciones, Roma.
Mostra Degli Artisti Vincitori del Premio, Roma.
Museo de Arte Moderno, Milán.
"Exposición Nacional de Bellas Artes", Palacio de Montjuic, Barcelona.
"Christmas exhibition", O'Hara Gallery, Londres.
- 1960

"Exposición de los pensionados en Roma", Academia Española de Bellas Artes, Roma.
"Exposición de los pensionado de la Academia de España en Roma. Pintores y escultores", Real Colegio de España, Bolonia, 
Italia.
"Exposición de las obras de los pensionados españoles en Roma. Promoción 1955-1960. Bronce", Instituto de Cultura Hispánica, Madrid.
- 1962

Recibe el Premio Nacional de Escultura con la obra Composición.<refr name=vivir/>
- 1963

"Exposición de escultura al aire libre", Fundación Rodríguez Acosta, Granada.
Arte Español en México.
Primer Premio del Concurso Alhambra, de Escultura al Aire Libre, en Granada.
- 1964

Quinta Bienal de Alejandría, Egipto.
"Participación española en la Bienal de Alejandría", Academia de Bellas Artes de Roma, Roma.
"Seis escultores", Salas de la Dirección General de Bellas Artes, Madrid.
"Escultura española contemporánea", Feria Mundial, Nueva York, EE. UU.
"Christmas exhibition", O'Hara Gallery, Londres.
- 1965

"Seis escultores", Galería Libros, Zaragoza.
- 1966

"Seis escultores", Galería Kreisler, Madrid.
"Escultura al aire libre", Casa Americana, Madrid.
- 1967

"Seis escultores españoles", Galería NI, La Haya, Países Bajos.
"Exposición antológica de artistas", Fundación Rodríguez Acosta, Granada.
"Christmas exhibition", O'Hara Gallery, Londres.
- 1968

"Siete escultores", Galería Theo, Madrid.
"Exposición antológica del Museo de Arte Contemporáneo de Madrid, Colegio de Arquitectos de Cataluña, Barcelona.
- 1969

"Cuatro escultores españoles", Galería Kunstnerforbundet, Oslo, Noruega.
X Biennale de Middelheim, Amberes, Bélgica.
II Bienal Internacional del Deporte en las Bellas Artes, Palacio de Velázquez, Madrid.
- 1970

III Exposición Internacional del pequeño bronce. Escultores europeos, Museo de Arte Contemporáneo, Madrid.
Museo de Arte Contemporáneo, Madrid (Fundación Rodríguez Acosta).
II Exposición Nacional de Escultura en metal, Valencia.
- 1971

III Exposición española de arte en metal, Valencia.
- 1974

"Escultura al aire libre", Nuevo Club de Golf, Madrid.
Galería Ponce, Madrid.
Galería Saskia Sothebys, Madrid.
"Maestros asturianos", Galería De Luis, Madrid.
- 1975

"Escultura pequeño forma y obra gráfica", Galería Ponce, Madrid.
"Pequeñas esculturas de grandes escultores", Banco de Granada, Granada.
"Escultores españoles", Galería Ruiz Castillo, Madrid.
"75 años de escultura", Galería Biosca, Madrid.
- 1976

Galería Ponce, Madrid.
Galería Tantra, Gijón.
"Seis escultores españoles", Palacio de Exposiciones y Congresos, Torremolinos, Málaga.
- 1978

"Pintores y escultores en homenaje a Ramón Faraldo", Club Urbis, Madrid.
"Exposición antológica de la Academia Española de Bellas Artes en Roma 1873-1979", Palacio Velázquez, Madrid.
- 1980

"Centenario Círculo de Bellas Artes", Círculo de Bellas Artes, Madrid.
"Exposición Premio Cáceres de Escultura", Diputación Provincial de Cáceres.
- 1981

"Panorama 81 del Arte Asturiano", Círculo de Bellas Artes, Madrid.
"Exposición-homenaje escultura española contemporánea en homenaje a Henry Moore, Facultad de Bellas Artes; Madrid.
- 1982

"Premio Cáceres de escultura", Diputación Provincial de Cáceres.
"Grabadores franceses y españoles", Museo Español de Arte Contemporáneo, Madrid.
"Muestra de pintores y escultores asturianos", Museo Jovellanos, Gijón.
- 1983

"Exposición de escultura contemporánea", Fundación Bartolomé March, La Lonja, Palma de Mallorca.
"El flamenco en el arte actual. VIII Exposición monográfica", Diputación de Cádiz.
- 1984

"Homenaje a las Artes Plásticas", Posada del Podro, Córdoba.
"La mujer en el arte", Museo Español de Arte Contemporáneo, Madrid.
- 1985

"Cinco escultores", Caja de Ahorros de Salamanca, Palencia.
- 1986

"Escultura de los 80", V Bienal Nacional del Museo de Bellas Artes de Asturias, Oviedo.
- 1987

"Exposición homenaje a Rafael Rubio", Escuela de Artes Aplicadas, Madrid.
- 1989

"25 artistas con Cruz Roja", Granada.
- 1990

"Arte de los 60", Sala de exposiciones de la Comunidad de Madrid.
Homenajeado en el XXI Certamen Nacional de Pintura de Luarca.
- 2001

Póstuma. "Occidente próximo", itinerante por Oviedo, Avilés, Mieres y La Caridad.
- 2002

Póstuma. "Confluencias 2002", Edificio Histórico de la Universidad de Oviedo, Oviedo.
- 2007

Póstuma. "César Montaña. Energía y sensibilidad en el espacio", Sala de Exposiciones del Banco Herrero, Oviedo.

### Obras Públicas, en Museos y otras Instalaciones
Destacan sus obras de gran formato, al aire libre, entre las que figuran: Concierto en do mayor, en el Museo Español de Arte Contemporáneo, Madrid; Minero, Museo Estrada Saladich, de Barcelona; Ícaro, Ciudad Universitaria de Oviedo; Gravidez, Museo de Escultura al aire libre Bartolomé March, Palma de Mallorca; Diálogo, Biblioteca Conde de Toreno, en Oviedo; Isabel la Católica, patio del Museo de Arte de Ponce, Puerto Rico; entre otras. En 1979 realiza una nueva versión de La hilandera, obra realizada en Roma en 1956. En 1980, para el Banco Urquijo de Madrid, realizó la obra Pareja. También son de destacar:    
Monumento a los reyes Pirenaicos, 1976, Parque Miguel Servet (entrada de la calle Juan XXIII), Huesca.
Llama Olímpica, 1977, frente al Palacio de los Deportes, Oviedo.
Venus Algálica, 1979/1983, Parque del Medal, Vegadeo, Asturias.
Monumento a Pepín Fernández, s/f, Plaza del Carmen, Madrid.
Herrero, 1973, jardines de la Escuela de Formación Profesional, Vegadeo.
Por otro lado, César Montaña tiene obras en el Museo de Arte Contemporáneo de Madrid, en la Unión Panamericana de Washington o la Academia de Bellas Artes de Roma. Además tiene obras en el  Museo Tiflológico de la ONCE relacionadas con la música, arte que tuvo un gran significado en la vida de César Montaña, pues la consideró fuente de inspiración.
Podemos destacar de todos modos su obra:
Ícaro, 1970, bronce, stand Caja de Ahorros de Asturias en la Feria Internacional de Muestras de Gijón.